# Cerro Torre : Le Cri de la roche
Pour plus de détails, voir Fiche technique et Distribution.
Cerro Torre : Le Cri de la roche (Cerro Torre: Schrei aus Stein) est un film allemand de Werner Herzog, sorti en 1991.
Racontant une expédition sur le Cerro Torre, un sommet de Patagonie, le film a été tourné sur place, plusieurs scènes filmées à proximité du sommet. Inspiré de l'histoire de la supposée première conquête du sommet de Cerro Torre en 1959 par l'alpiniste italien Cesare Maestri et son partenaire autrichien Toni Egger, qui mourut lors de la descente, le scénario est inspiré d'une idée de l'alpiniste Reinhold Messner, avec qui Herzog avait travaillé lors du tournage de son documentaire Gasherbrum, la montagne lumineuse et a été principalement écrit par le directeur de production d'Herzog, Walter Saxer. Herzog, qui écrit habituellement ses propres scénarios, a estimé que le scénario était faible, notamment du point de vue des dialogues, et qu'il ne considérait pas Cerro Torre comme un de ses films[réf. nécessaire].

## Synopsis
Deux champions de l’escalade, le jeune Martin et l’expérimenté Roger, s’affrontent dans un duel sans merci pour être les premiers à conquérir un sommet enneigé encore jamais atteint par l'homme.

## Fiche technique
- Titre original : Cerro Torre: Schrei aus Stein
- Titre français : Cerro Torre : Le Cri de la roche

- Réalisation : Werner Herzog
- Scénario : Hans-Ulrich Klenner et Walter Saxer
- Pays d'origine :  Allemagne
- Format : Couleurs - 35 mm - 1,85:1 - son Dolby
- Genre : Drame
- Durée : 105 minutes
- Dates de sortie :
  - Allemagne : 3 octobre 1991
  - France : 4 novembre 1992

## Distribution
- Vittorio Mezzogiorno : Roccia
- Mathilda May : Katharina
- Stefan Glowacz : Martin
- Al Waxman : Stephen
- Gunilla Karlzen : Carla
- Chavela Vargas : l'Indienne
- Georg Marischka : l'agent publicitaire
- Volker Prechtel : le conquérant de l'Himalaya
- Hans Kammerlander : l'alpiniste
- Lautaro Murúa : Estanciero
- Brad Dourif : Fingerless
- Donald Sutherland (VF : Jean-Pierre Moulin) : Ivan
- Amelie Fried : la présentatrice télé
- Werner Herzog : le réalisateur télé

## Distinctions

### Récompenses
- Ciak d'oro 1991 : Meilleur acteur pour Vittorio Mezzogiorno
- Osella d'or 1991 : prix pour l'équipe, les compétences et le courage du thème
- prix Pasinetti 1991 : Meilleur acteur pour Vittorio Mezzogiorno

### Nominations
- Festival international du film de Chicago 1991 : Gold Hugo pour Werner Herzog
- Mostra de Venise 1991 : Lion d'or pour Werner Herzog